# Dioscorea esculenta
Espèce
Dioscorea esculenta, communément appelé petit igname, est une espèce d'igname, mais avec un corme plus petit que la plupart des autres ignames. Il est plus proche de la taille d'une pomme de terre ou d'une patate douce . Il est cultivé en Inde, au Népal, au Bangladesh, au Myanmar, en Thailande, au Vietnam, en Malaisie, en Indonésie, aux Philippines, en Nouvelle-Guinée.

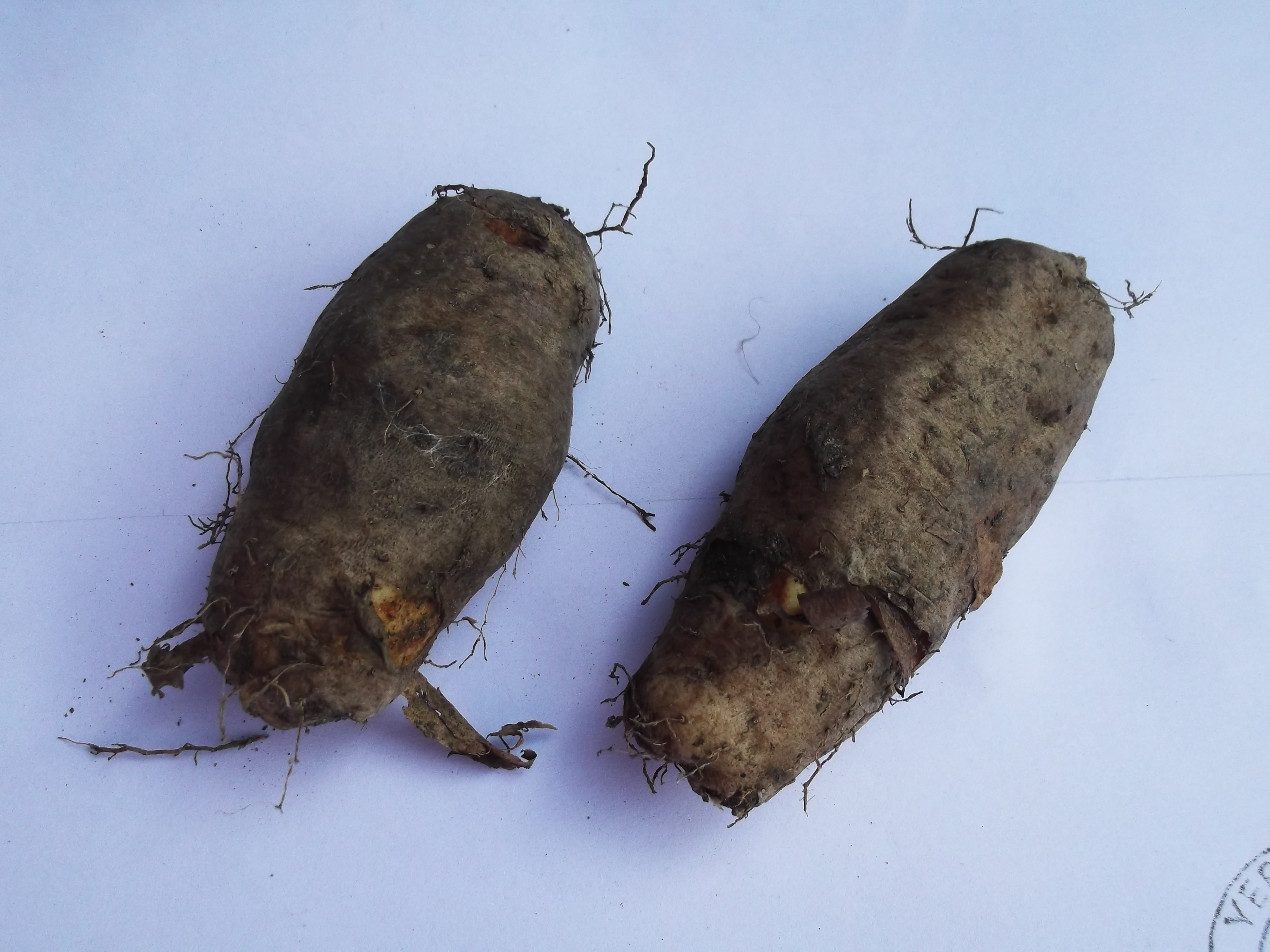
Racines de Dioscorea esculenta

Cet igname est une plante grimpante vivace produisant des tiges annuelles d'environ 3 mètres de long à partir d'un porte-greffe tubéreux. Ces tiges grimpent sur le sol ou s'enroulent dans la végétation environnante. Il est souvent cultivé dans les zones tropicales, en particulier en Asie et dans le Pacifique, où sa racine comestible est aliment de base. Il a été cultivé en Chine il y a plus de 1700 ans.